# Celestino Turletti

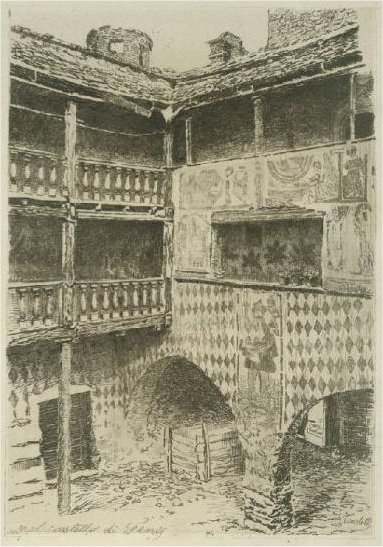
Incisione del cortile del castello di Fénis

Celestino Turletti (1845 – 1904) è stato un pittore e incisore italiano.

## Biografia
Studiò inizialmente ragioneria, poi frequentò l'Accademia Albertina di Torino, studiò pittura con Enrico Gamba e Andrea Gastaldi e incisione con A. Lauro. Si trasferì poi a Firenze per lavorare con Adolfo Bignami.

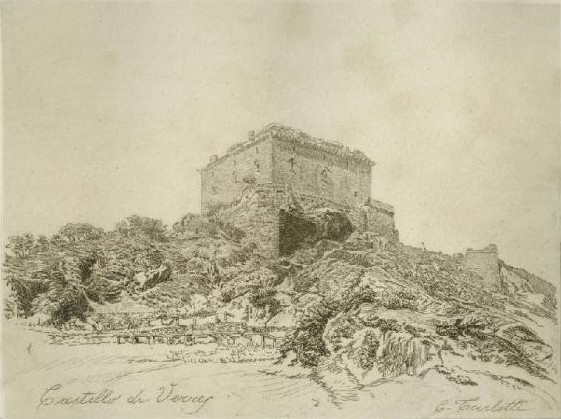
Incisione del castello di Verrès

I suoi dipinti raffiguravano spesso soggetti di genere in situazioni umoristiche. Nel 1880 espose a Torino: Monsignore assisterà alla rappresentazione; I martiri della grammatica; La vigilia dell'Epifania; Atelier del Burattino; Voglio emendarmi; Ritratto in costume e Piazza Santa Maria Formosa a Venezia.
Divenne esperto nella copia di capolavori con incisione e acquaforte, tra cui: Catacombe; Morte di papa Bonifacio; e Il corriere del deserto.

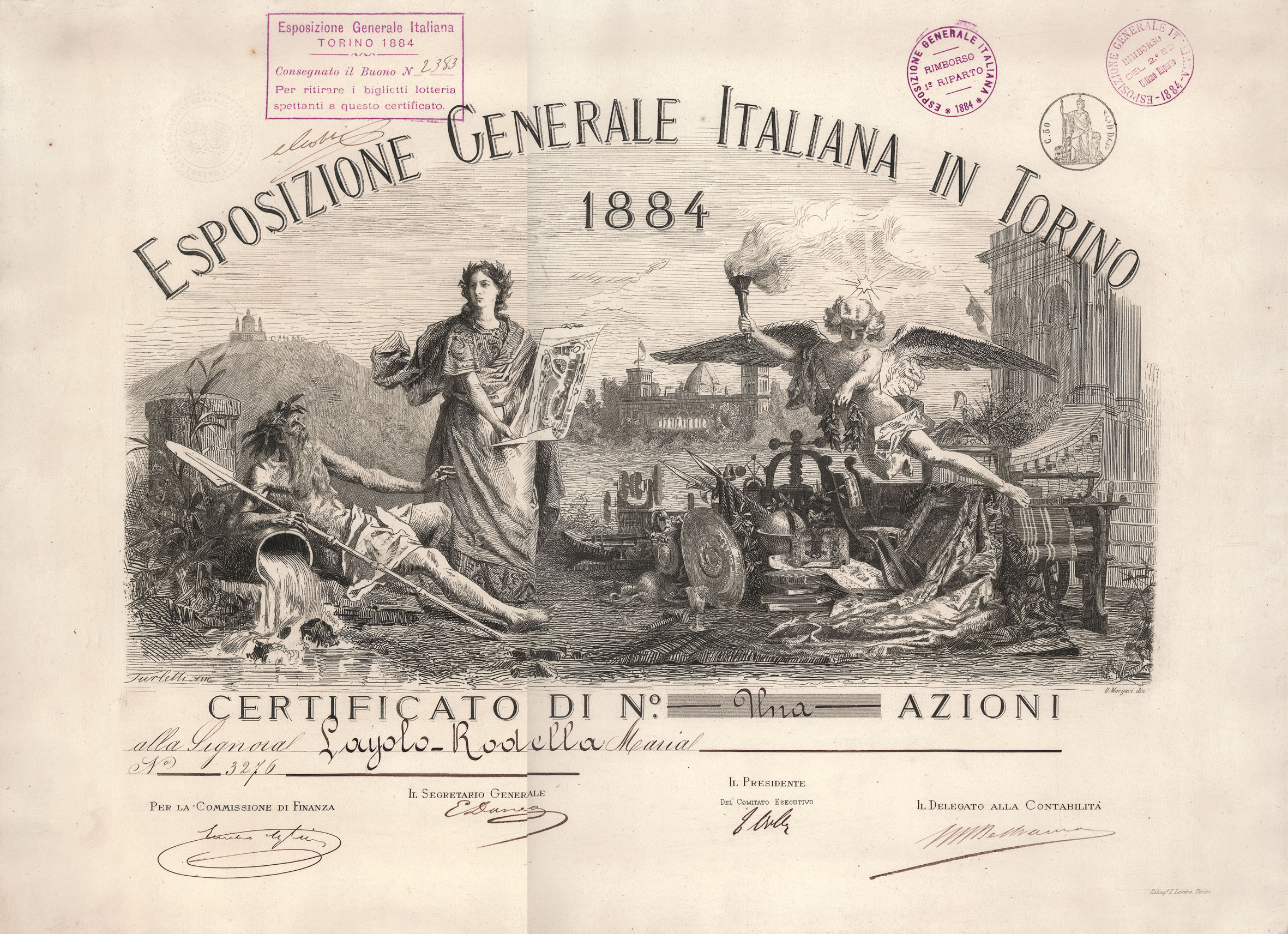
Azione dell'Esposizione Generale Italiana di Torino, progetto grafico di Celestino Turletti

Nel 1881 espose a Milano una tela con La questua delusa e L'arrivo; nel 1883 a Roma espose: Andiamo pel mondo; Al tempio di Bacco; L'onomastico del confessore e Varigolti. Il suo Natale in convento fu esposto nel 1886 a Milano. Nel 1887 inviò a Venezia quest'ultimo dipinto insieme a vari acqueforti. Tra i suoi dipinti: Il magnano di Torino e l'elegante Illustrazione italiana, della Casa editrice Treves.
Tra i suoi allievi vi fu il paesaggista alpino Giuseppe Sauli D'Igliano.